# Lipsothrix nobilis
Lipsothrix nobilis är en tvåvingeart. Lipsothrix nobilis ingår i släktet Lipsothrix och familjen småharkrankar.

## Underarter
Arten delas in i följande underarter:
- L. n. nobilis
- L. n. iranica